# Jan Franciscus Pannebakker
Jan Franciscus Pannebakker (Gorinchem, 1 oktober 1747 – Waalwijk, 31 maart 1812) was een politicus ten tijde van de Bataafse Republiek.

## Familie
Pannebakker was een zoon van Pieter Pannebakker (1719-1776) en Geertrui van Drunen (1706-1753); zijn stiefmoeder was Cornelia Margaretha Engelenburg (1710-1805). Zijn vader was handelaar in koren en eigenaar van een moutbedrijf te Gorinchem. Pannebakker trouwde in 1772 (opnieuw in 1775 op last van de drossaard van Waalwijk) met Marie Petronella Kemp (1747-1782) en hertrouwde in 1783 met Maria Kleijbergh (1743-1816), weduwe van Hendrik van Iersel. Uit het eerste huwelijk werden vijf kinderen geboren, uit het tweede geen.

## Loopbaan
Pannebakker was handelaar in kalk en andere bouwmaterialen te Gorinchem en koopman in zout en granen te Waalwijk. Hij werd lid van de Vergadering van provisionele representanten van het Volk van Bataafs Brabant (1795) en was daarnaast drossaard van Waalwijk (1795-1800). Hij was plaatsvervanger van Petrus Franciscus Guljé tijdens diens constitutiecommissieperiode bij de Tweede Nationale Vergadering (1797-1798). Hij was vervolgens lid van de Constituerende Vergadering (1798) en van de Eerste Kamer (1798, 1800-1801) van het Vertegenwoordigend Lichaam.
Hij had diverse nevenfuncties en was in 1786 oprichter van de patriottisch gezinde sociëteit 'Libertatis Amor' en majoor-secretaris van het genootschap van wapenhandel te Waalwijk (vanaf 1787), lid van de commissie tot de provisionele administratie over de stad en meierij van 's-Hertogenbosch (vanaf 1806) en regent van het tucht- en werkhuis voor het district van de stad en meierij van 's-Hertogenbosch (1810).
Na de zittingsperiode in de landelijke organen werd hij benoemd tot schout-civiel van Waalwijk, Gansoijen en Haagoort (1803-1811) en was van 1811 tot aan zijn overlijden vrederechter te Waalwijk.